# In eminenti apostolatus specula

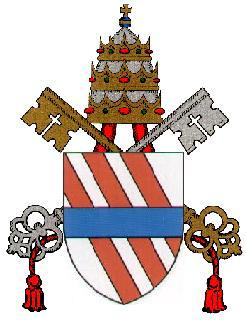
Wappen Papst Clemens’ XII.

In eminenti apostolatus specula ist eine päpstliche Bulle von Papst Clemens XII., mit der er am 28. April 1738 die Freimaurerei verdammte.

## Gegen die Freimaurerei
Der Ton dieser Bulle ist sehr scharf und richtet sich gegen die bereits – besonders in Frankreich – entstandenen Logen, deren Anwachsen und Verbreitung aus Sicht des Papstes eine Gefahr darstellte. Die Entwicklung dieser vermeintlichen „Geheimbünde“ müsse unterbunden werden, um die katholische Welt vor den damit verbundenen Risiken oder gar ihrer Zerstörung zu bewahren.
Clemens XII. mahnte an, dass es ein Verbrechen wider die Natur sei, wenn sich diese vermeintlichen „Sekten“ verbreiten würden, schließlich hielten sie sich angeblich vor der Öffentlichkeit versteckt und wenn sie keinem weh täten, würden sie nicht so das Licht hassen. Dieses sei auch der Grund, warum diese Gesellschaften in mehreren Staaten längst verboten und verbannt worden seien. Nach internen Beratungen und aufgrund seiner apostolischen Macht habe er beschlossen, diese Gesellschaften zu verurteilen und zu verbieten.

## Verurteilung der Freimaurerei
In diesem Schreiben wurden vor allem fünf Punkte aufgezählt, die dieses Verbot begründeten:
1. Der Anstoß an der religiösen Toleranz der Freimaurerei, der die Aufnahme von „Menschen aller Religionen und Sekten“ erlaubte;
2. Das unverbrüchliche Stillschweigen;
3. Dass diese geheime Gesellschaft die Ruhe des Gemeinwesens störe;
4. Dass die Freimaurerei der Häresie verdächtigt sei und
5. „aus anderen der Kirche bekannten, gerechten Ursachen“

## Exhortatio und Inquisition
In seiner Exhortatio warnt er vor jeglichem Kontakt, ihnen zu helfen oder sie zu beliefern und auch nicht geheim oder indirekt mit diesen Gruppen zu kooperieren. Unter Androhung eines strengen Banns und der Exkommunikation verbietet er allen Christen den Umgang, bei Zuwiderhandlung könne keine Absolution erteilt werden.
Er beauftragt alle Bischöfe und höheren Geistlichen, durch Inquisition dieser Ketzerei ein Ende zu bereiten, er fordert strenge Strafen sowie die Verfolgung und die Unterbindung dieser Gesellschaften durch die staatlichen Mächte.